# Ville-sur-Cousances
Ville-sur-Cousances ist eine französische Gemeinde mit 139 Einwohnern (Stand: 1. Januar 2022) im Département Meuse in der Region Grand Est (vor 2016: Lothringen). Sie gehört zum Arrondissement Verdun, zum Kanton Dieue-sur-Meuse und zum Gemeindeverband Val de Meuse-Voie Sacrée.

## Geografie
Die Gemeinde liegt am Fluss Cousances, 17 Kilometer südwestlich von Verdun. Umgeben wird Ville-sur-Cousances von den Nachbargemeinden Clermont-en-Argonne im Norden, Les Souhesmes-Rampont im Osten, Julvécourt im Süden, Froidos im Südwesten sowie Rarécourt im Nordwesten.
Die Autoroute A4 verläuft über das Gemeindegebiet.

## Bevölkerungsentwicklung
| Jahr                       | 1962 | 1968 | 1975 | 1982 | 1990 | 1999 | 2004 | 2009 | 2019 |
| Einwohner                  | 120  | 106  | 98   | 103  | 100  | 108  | 107  | 109  | 142  |
| Quellen: Cassini und INSEE |      |      |      |      |      |      |      |      |      |

## Sehenswürdigkeiten
- Kirche Saint-Remi, erbaut im 14. Jahrhundert, 1825 restauriert

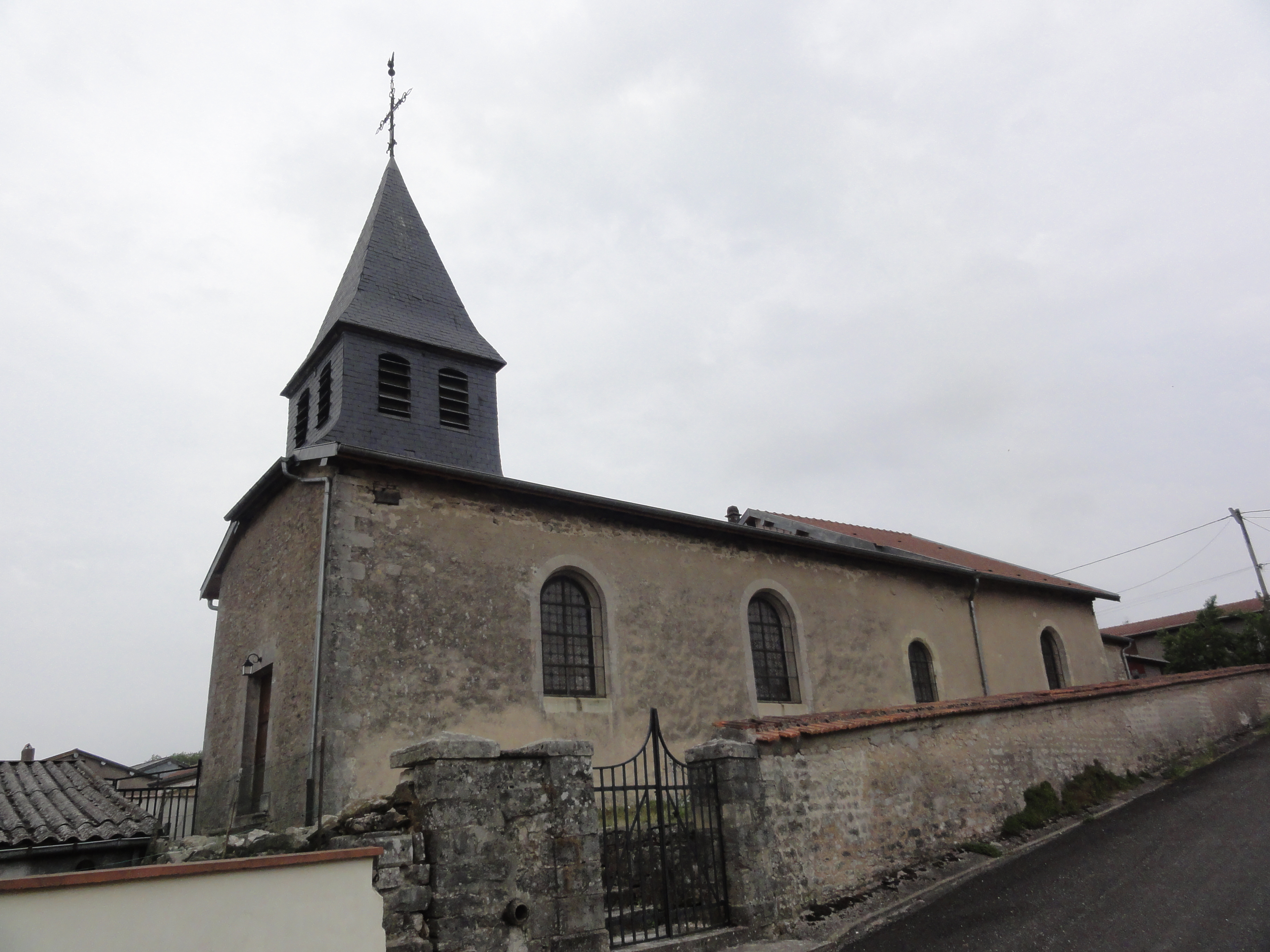
Kirche Saint-Remi